# Rauno Sappinen
Rauno Sappinen (Tallin, Estonia, 23 de enero de 1996) es un futbolista estonio. Su posición es la de delantero y su club es el FC Flora Tallin de la Meistriliiga.

## Trayectoria

### Polonia
El 22 de diciembre de 2021 se hizo oficial su llegada al Piast Gliwice firmando un contrato por tres años con opción a uno más. Estuvo poco más de doce meses, ya que el 24 de enero de 2023 fue cedido al Stal Mielec antes de abandonar definitivamente el club en julio después de ser traspasado al Hapoel Jerusalem F. C. Su contrato fue rescindido tras sufrir una grave lesión de rodilla y en julio de 2024 regresó al FC Flora Tallin.

## Selección nacional

### Participaciones en selección
| Torneo                                                                  | Categoría | Sede            | Resultado    | Partidos | Goles |
| ----------------------------------------------------------------------- | --------- | --------------- | ------------ | -------- | ----- |
| Fase de clasificación para el Campeonato Europeo Sub-17 de la UEFA 2012 | Sub-17    | Eslovenia       | No clasificó | 3        | 0     |
| Fase de clasificación para el Campeonato Europeo Sub-17 de la UEFA 2013 | Sub-17    | Eslovaquia      | Clasificó    | 3        | 0     |
| Ronda Élite para el Campeonato Europeo Sub-17 de la UEFA 2013           | Sub-17    | Eslovaquia      | No clasificó | 3        | 0     |
| Fase de clasificación para el Campeonato Europeo de la UEFA Sub-19 2014 | Sub-19    | Rusia           | No clasificó | 3        | 0     |
| Fase de clasificación para el Campeonato Europeo de la UEFA Sub-19 2015 | Sub-19    | Croacia         | No clasificó | 3        | 1     |
| Fase de clasificación para la Eurocopa Sub-21 de 2015                   | Sub-21    | República Checa | No clasificó | 1        | 0     |
| Fase de clasificación para la Eurocopa Sub-21 de 2017                   | Sub-21    | Polonia         | No clasificó | 6        | 0     |
| Fase de clasificación para la Eurocopa Sub-21 de 2019                   | Sub-21    | Italia          | No clasificó | 4        | 2     |
| Liga de Naciones UEFA 2018-19                                           | Absoluta  | UEFA            | Primera fase | 2        | 0     |
| Liga de Naciones UEFA 2020-21                                           | Absoluta  | UEFA            | Descenso     | 5        | 4     |
| Liga de Naciones UEFA 2022-23                                           | Absoluta  | UEFA            | Ascenso      | 2        | 2     |

## Estadísticas

### Clubes
Actualizado al último partido jugado el 14 de mayo de 2023.
| FC Flora II Tallinn Estonia | 2.ª           | 2012          | 10  | 1   | -  | - | -  | -  | 10  | 1   | 0.10 |
| FC Flora II Tallinn Estonia | 2.ª           | 2013          | 8   | 0   | -  | - | -  | -  | 8   | 0   | 0.00 |
| FC Flora II Tallinn Estonia | 2.ª           | 2014          | 14  | 5   | -  | - | -  | -  | 14  | 5   | 0.13 |
| FC Flora II Tallinn Estonia | Total         | Total         | 32  | 6   | 0  | 0 | 0  | 0  | 32  | 6   | 0.19 |
| FC Flora Tallin Estonia | 1.ª           |               |     |     |    |   |    |    |     |     |      |
| FC Flora Tallin Estonia | 1.ª           | 2013          | 23  | 5   | 3  | 0 | 1  | 0  | 27  | 5   | 0.19 |
| FC Flora Tallin Estonia | 1.ª           | 2014          | 12  | 2   | 2  | 1 | -  | -  | 14  | 3   | 0.21 |
| FC Flora Tallin Estonia | 1.ª           | 2015          | 32  | 16  | 1  | 0 | 2  | 0  | 35  | 16  | 0.46 |
| FC Flora Tallin Estonia | 1.ª           | 2016          | 32  | 19  | 5  | 3 | 2  | 1  | 39  | 23  | 0.83 |
| FC Flora Tallin Estonia | 1.ª           | 2017          | 35  | 27  | 2  | 0 | 2  | 0  | 39  | 27  | 0.69 |
| FC Flora Tallin Estonia | 1.ª           | 2018          | 2   | 0   | -  | - | 3  | 1  | 5   | 1   | 0.20 |
| FC Flora Tallin Estonia | 1.ª           | 2020          | 28  | 22  | 4  | 1 | 3  | 2  | 34  | 26  | 0.81 |
| FC Flora Tallin Estonia | 1.ª           | 2021          | 30  | 23  | 4  | 2 | 9  | 8  | 43  | 33  | 0.82 |
| FC Flora Tallin Estonia | Total         | Total         | 194 | 114 | 21 | 7 | 22 | 12 | 236 | 133 | 0.56 |
| KFCO Beerschot Wilrijk · Bélgica | 2.ª           | 2017-18       | 2   | 0   | -  | - | -  | -  | 2   | 0   | 0.00 |
| KFCO Beerschot Wilrijk · Bélgica | Total         | Total         | 2   | 0   | 0  | 0 | 0  | 0  | 2   | 0   | 0.00 |
| FC Den Bosch · Países Bajos | 2.ª           | 2018-19       | 30  | 6   | 2  | 0 | -  | -  | 32  | 6   | 0.19 |
| FC Den Bosch · Países Bajos | Total         | Total         | 30  | 6   | 2  | 0 | 0  | 0  | 32  | 6   | 0.19 |
| NK Domžale Eslovenia | 1.ª           | 2019-20       | 10  | 2   | 1  | 0 | -  | -  | 11  | 2   | 0.18 |
| NK Domžale Eslovenia | Total         | Total         | 10  | 2   | 1  | 0 | 0  | 0  | 11  | 2   | 0.18 |
| Piast Gliwice · Polonia | 1.ª           | 2021-22       | 8   | 0   | 1  | 0 | -  | -  | 9   | 0   | 0.0  |
| Piast Gliwice · Polonia | 1.ª           | 2022-23       | 11  | 1   | 1  | 0 | -  | -  | 12  | 1   | 0.08 |
| Piast Gliwice · Polonia | Total         | Total         | 19  | 1   | 2  | 0 | 0  | 0  | 21  | 1   | 0.05 |
| Stal Mielec · Polonia | 1.ª           | 2022-23       | 13  | 3   | -  | - | -  | -  | 13  | 3   | 0.23 |
| Stal Mielec · Polonia | Total         | Total         | 13  | 3   | 0  | 0 | 0  | 0  | 13  | 3   | 0.23 |
| Total carrera | Total carrera | Total carrera | 300 | 132 | 26 | 7 | 22 | 12 | 348 | 151 | 0.43 |
| (1) Incluye datos de Copa de Estonia, Supercopa de Estonia, Copa de los Países Bajos y Copa de Eslovenia. (2) Incluye datos de Liga de Campeones de la UEFA y Liga Europa de la UEFA. (3) No incluye goles en partidos amistosos. |               |               |     |     |    |   |    |    |     |     |      |

### Selección nacional
Actualizado al último partido jugado el 17 de junio de 2023.
| Selección        | Año   | Eliminatorias | Eliminatorias | Eliminatorias | Continental | Continental | Continental | Mundial | Mundial | Mundial | Amistosos | Amistosos | Amistosos | Total | Total | Total  | Media goleadora |
| Selección        | Año   | Part.         | Goles         | Asist.        | Part.       | Goles       | Asist.      | Part.   | Goles   | Asist.  | Part.     | Goles     | Asist.    | Part. | Goles | Asist. | Media goleadora |
| ---------------- | ----- | ------------- | ------------- | ------------- | ----------- | ----------- | ----------- | ------- | ------- | ------- | --------- | --------- | --------- | ----- | ----- | ------ | --------------- |
| Absoluta Estonia |       |               |               |               |             |             |             |         |         |         |           |           |           |       |       |        |                 |
| 2015             | —     | —             | —             | —             | —           | —           | —           | —       | —       | 2       | 0         | 0         | 2         | 0     | 0     | 0.00   |                 |
| 2016             | —     | —             | —             | —             | —           | —           | —           | —       | —       | 8       | 1         | 0         | 8         | 1     | 0     | 0.13   |                 |
| 2017             | —     | —             | —             | —             | —           | —           | —           | —       | —       | 5       | 1         | 0         | 5         | 1     | 0     | 0.20   |                 |
| 2018             | 1     | 0             | 0             | 2             | 0           | 0           | —           | —       | —       | —       | —         | —         | 3         | 0     | 0     | 0.00   |                 |
| 2019             | —     | —             | —             | 6             | 0           | 0           | —           | —       | —       | 1       | 0         | 0         | 7         | 0     | 0     | 0.00   |                 |
| 2020             | —     | —             | —             | 5             | 4           | 0           | —           | —       | —       | 2       | 0         | 0         | 7         | 4     | 0     | 0.80   |                 |
| 2021             | 6     | 1             | 0             | —             | —           | —           | —           | —       | —       | 5       | 1         | 0         | 11        | 2     | 0     | 0.18   |                 |
| 2022             | —     | —             | —             | 4             | 2           | 0           | —           | —       | —       | 2       | 0         | 0         | 4         | 2     | 0     | 0.50   |                 |
| 2023             | —     | —             | —             | 2             | 2           | 0           | —           | —       | —       | 1       | 0         | 0         | 3         | 2     | 0     | 0.67   |                 |
| Total            | 7     | 1             | 0             | 19            | 8           | 0           | 0           | 0       | 0       | 26      | 3         | 0         | 52        | 12    | 0     | 0.22   |                 |
| Total            | Total | 7             | 1             | 0             | 19          | 8           | 0           | 0       | 0       | 0       | 26        | 3         | 0         | 52    | 12    | 0      | 0.22            |
| 1. 2.            |       |               |               |               |             |             |             |         |         |         |           |           |           |       |       |        |                 |

#### Partidos internacionales
| 1.  | 20 de noviembre de 2016  | Estadio Parque Warner, Basseterre, San Cristóbal y Nieves | San Cristóbal y Nieves | 1-1 | Amistoso                            |
| 2.  | 12 de noviembre de 2017  | Estadio Nacional Ta' Qali, Ta' Qali, Malta                | Malta                  | 0-3 | Amistoso                            |
| 3.  | 11 de octubre de 2020    | A. Le Coq Arena, Tallin, Estonia                          | Macedonia del Norte    | 3-3 | Liga de Naciones de la UEFA 2020-21 |
| 4.  | 11 de octubre de 2020    | A. Le Coq Arena, Tallin, Estonia                          | Macedonia del Norte    | 3-3 | Liga de Naciones de la UEFA 2020-21 |
| 5.  | 14 de octubre de 2020    | A. Le Coq Arena, Tallin, Estonia                          | Armenia                | 1-1 | Liga de Naciones de la UEFA 2020-21 |
| 6.  | 15 de noviembre de 2020  | Toše Proeski Arena, Skopie, Macedonia del Norte           | Macedonia del Norte    | 2-1 | Liga de Naciones de la UEFA 2020-21 |
| 7.  | 24 de marzo de 2021      | Arena Lublin, Lublin, Polonia                             | República Checa        | 2-6 | Clasificación Copa Mundial 2022     |
| 8.  | 4 de junio de 2021       | Estadio Olímpico de Helsinki, Helsinki, Finlandia         | Finlandia              | 0-1 | Amistoso                            |
| 9.  | 23 de septiembre de 2022 | A. Le Coq Arena, Tallin, Estonia                          | Malta                  | 2-1 | Liga de Naciones de la UEFA 2022-23 |
| 10. | 26 de septiembre de 2021 | Estadio Olímpico de San Marino, Serravalle, San Marino    | San Marino             | 0-4 | Liga de Naciones de la UEFA 2022-23 |
| 11. | 27 de marzo de 2023      | Raiffeisen Arena, Linz, Austria                           | Austria                | 2-1 | Clasificación Eurocopa 2024         |
| 12. | 17 de junio de 2023      | Dalga Arena, Bakú, Azerbaiyán                             | Azerbaiyán             | 1-1 | Clasificación Eurocopa 2024         |

### Hat-tricks
| 1 | 16 de junio de 2017   | Estadio Pärnu, Pärnu  | JK Vaprus Pärnu - FC Flora Tallin | Gol · Gol · Gol       | 0-10 | Meistriliiga |
| 2 | 20 de octubre de 2017 | Estadio Kalevi, Narva | JK Narva Trans - FC Flora Tallin  | Gol · Gol · Gol · Gol | 0-7  | Meistriliiga |

## Palmarés

### Campeonatos nacionales
| Título               | Club                | País    | Año     |
| -------------------- | ------------------- | ------- | ------- |
| Copa de Estonia      | FC Flora Tallin     | Estonia | 2012-13 |
| Esiliiga             | FC Flora II Tallinn | Estonia | 2014    |
| Supercopa de Estonia | FC Flora Tallin     | Estonia | 2014    |
| Meistriliiga         | FC Flora Tallin     | Estonia | 2015    |
| Supercopa de Estonia | FC Flora Tallin     | Estonia | 2016    |
| Copa de Estonia      | FC Flora Tallin     | Estonia | 2015-16 |
| Meistriliiga         | FC Flora Tallin     | Estonia | 2017    |
| Supercopa de Estonia | FC Flora Tallin     | Estonia | 2020    |
| Copa de Estonia      | FC Flora Tallin     | Estonia | 2019-20 |
| Supercopa de Estonia | FC Flora Tallin     | Estonia | 2021    |